# Żabin (gromada w powiecie gołdapskim)
Żabin – dawna gromada, czyli najmniejsza jednostka podziału terytorialnego Polskiej Rzeczypospolitej Ludowej w latach 1954–1972.
Gromady, z gromadzkimi radami narodowymi (GRN) jako organami władzy najniższego stopnia na wsi, funkcjonowały od reformy reorganizującej administrację wiejską przeprowadzonej jesienią 1954 do momentu ich zniesienia z dniem 1 stycznia 1973, tym samym wypierając organizację gminną w latach 1954–1972.
Gromadę Żabin z siedzibą GRN w Żabinie utworzono – jako jedną z 8759 gromad na obszarze Polski – w powiecie węgorzewskim w woj. olsztyńskim na mocy uchwały nr 28 WRN w Olsztynie z dnia 4 października 1954. W skład jednostki weszły obszary dotychczasowych gromad Jagiele, Ściborki i Żabin ze zniesionej gminy Banie Mazurskie w tymże powiecie. Dla gromady ustalono 9 członków gromadzkiej rady narodowej.
1 stycznia 1955 gromadę przyłączono do powiatu gołdapskiego w woj. białostockim, gdzie ustalono dla niej 9 członków gromadzkiej rady narodowej.
1 stycznia 1972 do gromady Żabin przyłączono miejscowości Jagoczany, Klewiny, Obszarniki i Skaliszkiejmy oraz część gruntów Nadleśnictwa Skalisko o powierzchni 436,35 ha (oddziały Nr Nr 79—84, 88, 89, 93, 314—321) ze zniesionej gromady Rogale.
Gromada przetrwała do końca 1972 roku, czyli do kolejnej reformy gminnej.